# پریشتینا
پرشتینه (به آلبانیایی: پرشتېن/Prishtinë) پایتخت و بزرگترین شهر جمهوری تازه استقلال یافته کوزوو است.
ساکنین، پرشتینه بیشتر آلبانیایی‌ها هستند و در کنار آن‌ها جوامع کوچک‌تری نیز زندگی می‌کنند. پرشتینه با جمعیت حدود ۵۰۰ هزار نفر دومین شهر آلبانیایی‌زبان در جهان است. از نظر جغرافیایی این شهر در شمال خاوری کوزوو در پای کوه‌های گولاک (Goljak) واقع شده‌است. فاصله پرشتینه تا تیرانا ۲۵۰ کیلومتر، تا اسکوپیه ۹۰ کیلومتر و تا بلگراد ۵۲۰ کیلومتر است.
یکی از افتخارات پرشتینه این است که معمولاً در  قاره اروپا   یکی از زیباترین شهرهای اروپا قرار داده می‌شود.

## جغرافیا
جمعیت این شهر حدود ۵۰۰ تا ۶۰۰ هزار نفر است که اکثر آنان را آلبانیایی‌ها تشکیل می‌دهند.
اقلیت‌های صرب، ترک و بوسنیائی نیز در این شهر سکونت دارند.
این شهر پیش از استقلال کوزوو چهارمین شهر بزرگ جمهوری صربستان بود.

## نگارخانه

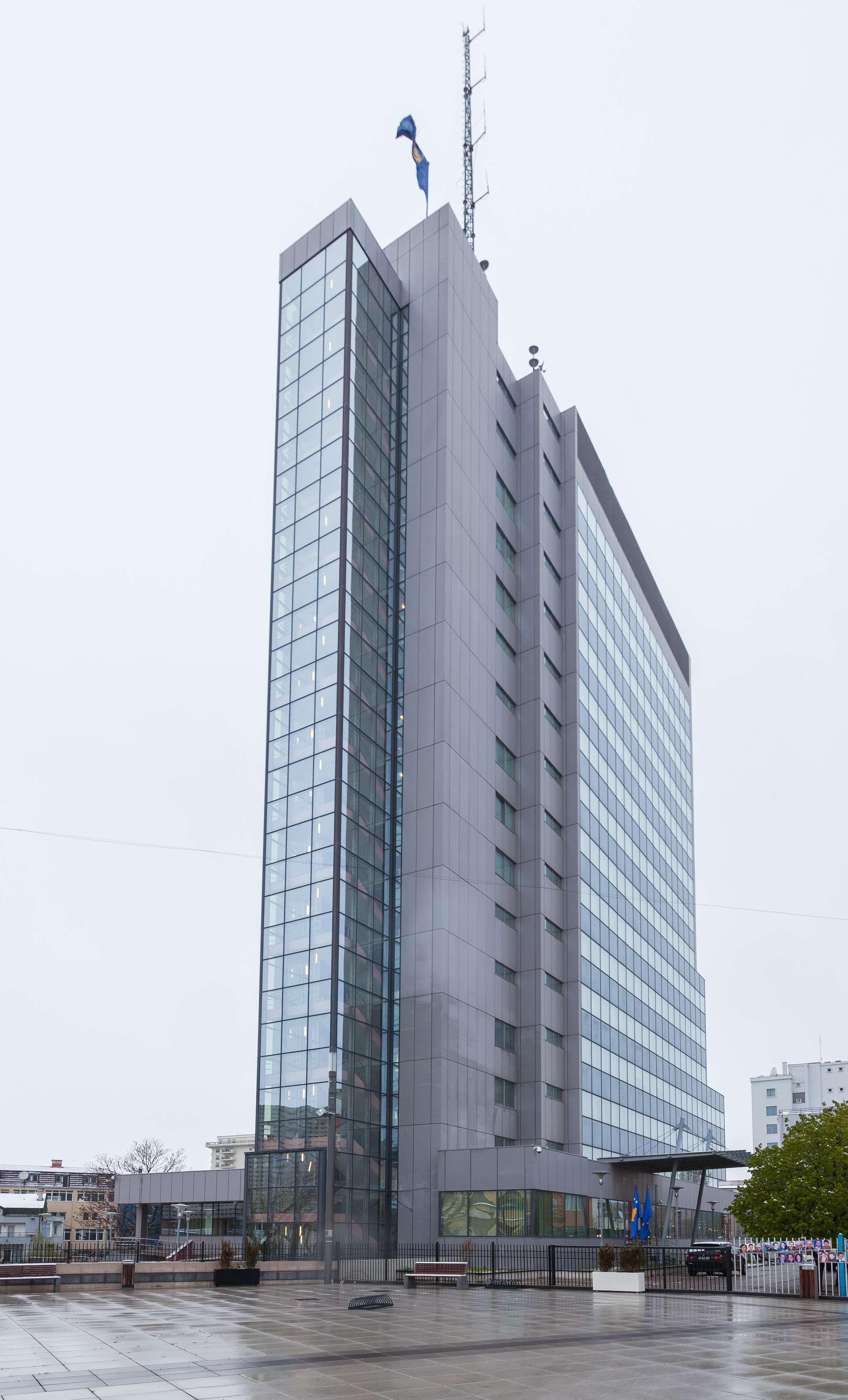
ساختمان دولت کوزوو در مرکز پرشتینه
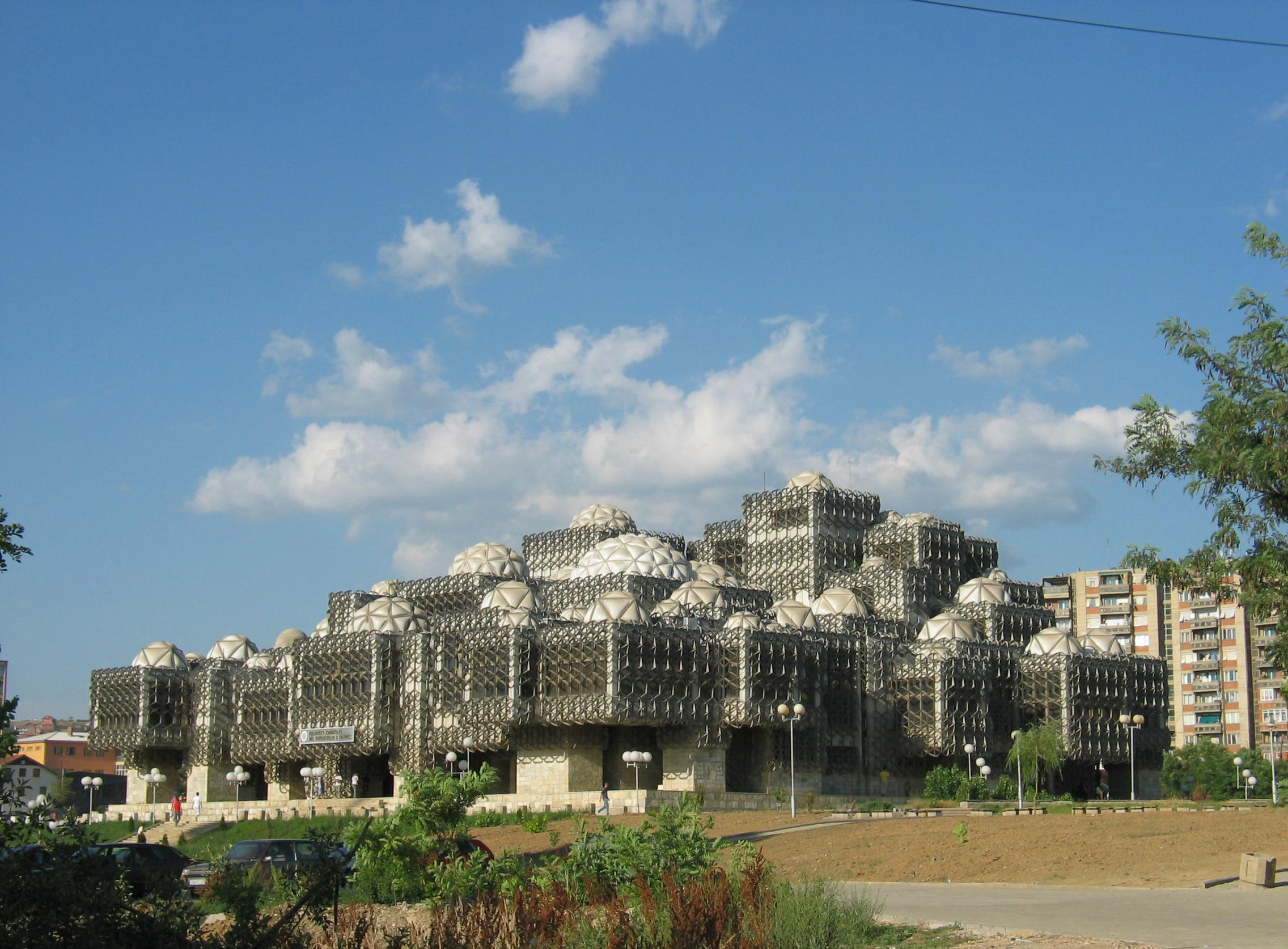
ساختمان کتابخانه ملی کوزوو
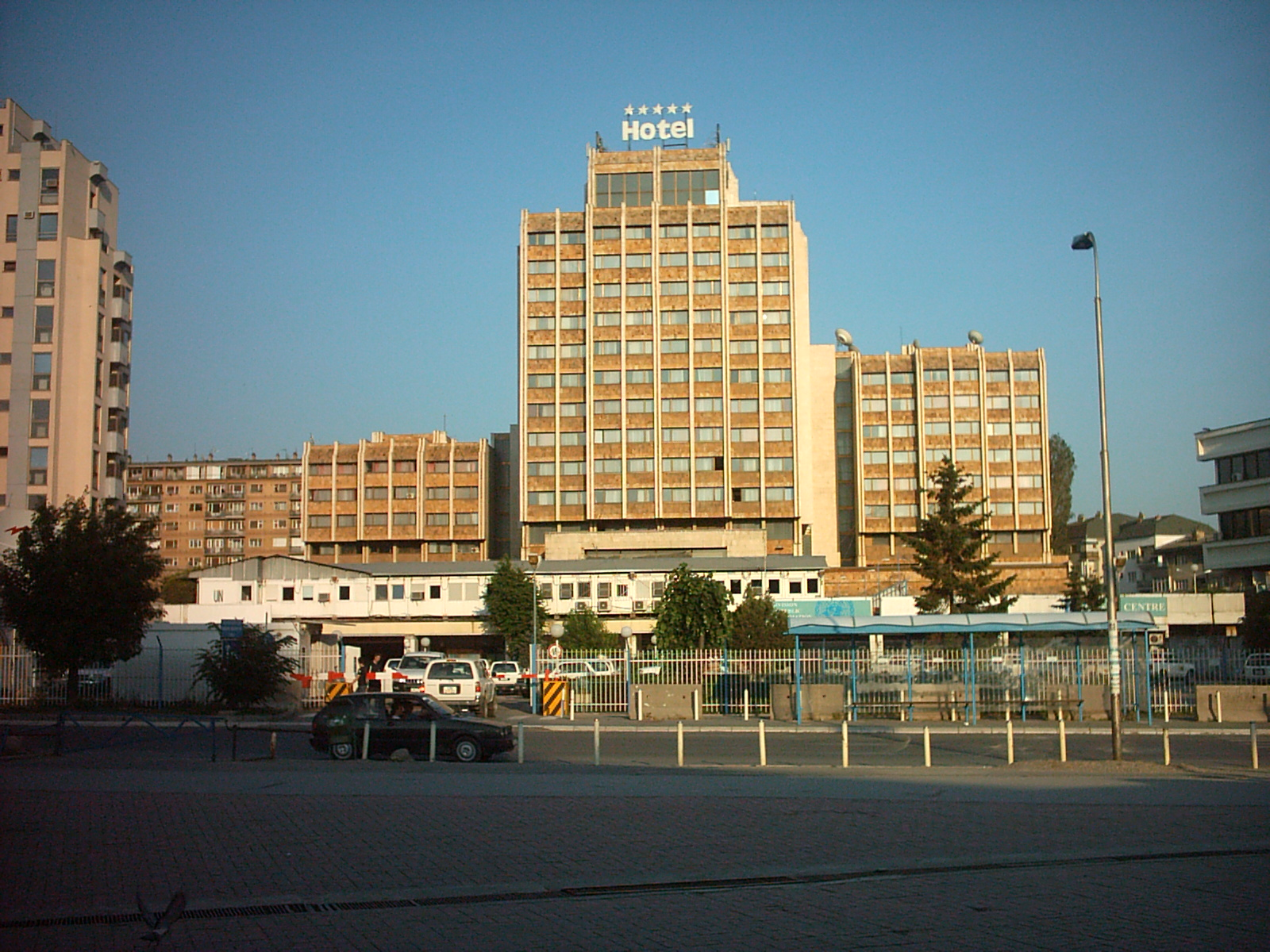
گرند هتل مهمترین هتل شهر پرشتینه
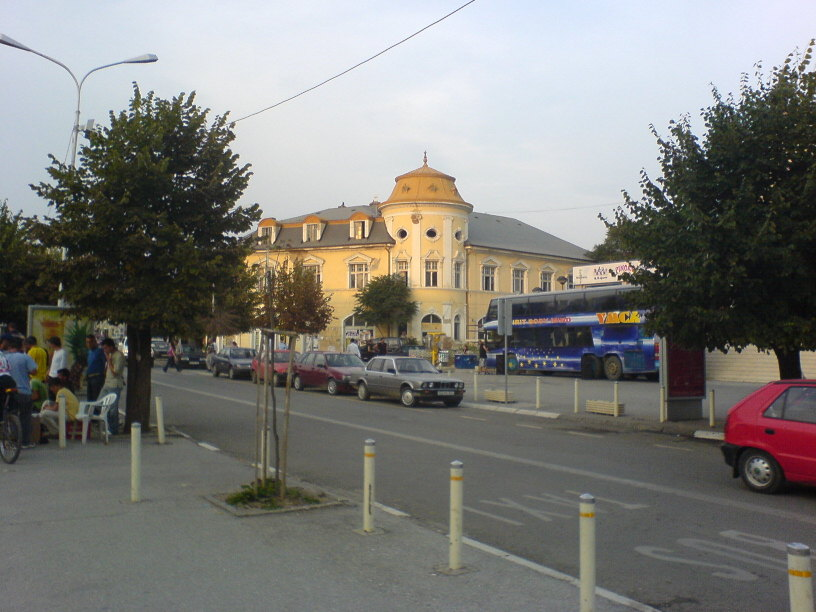
بلوار مادر ترزا
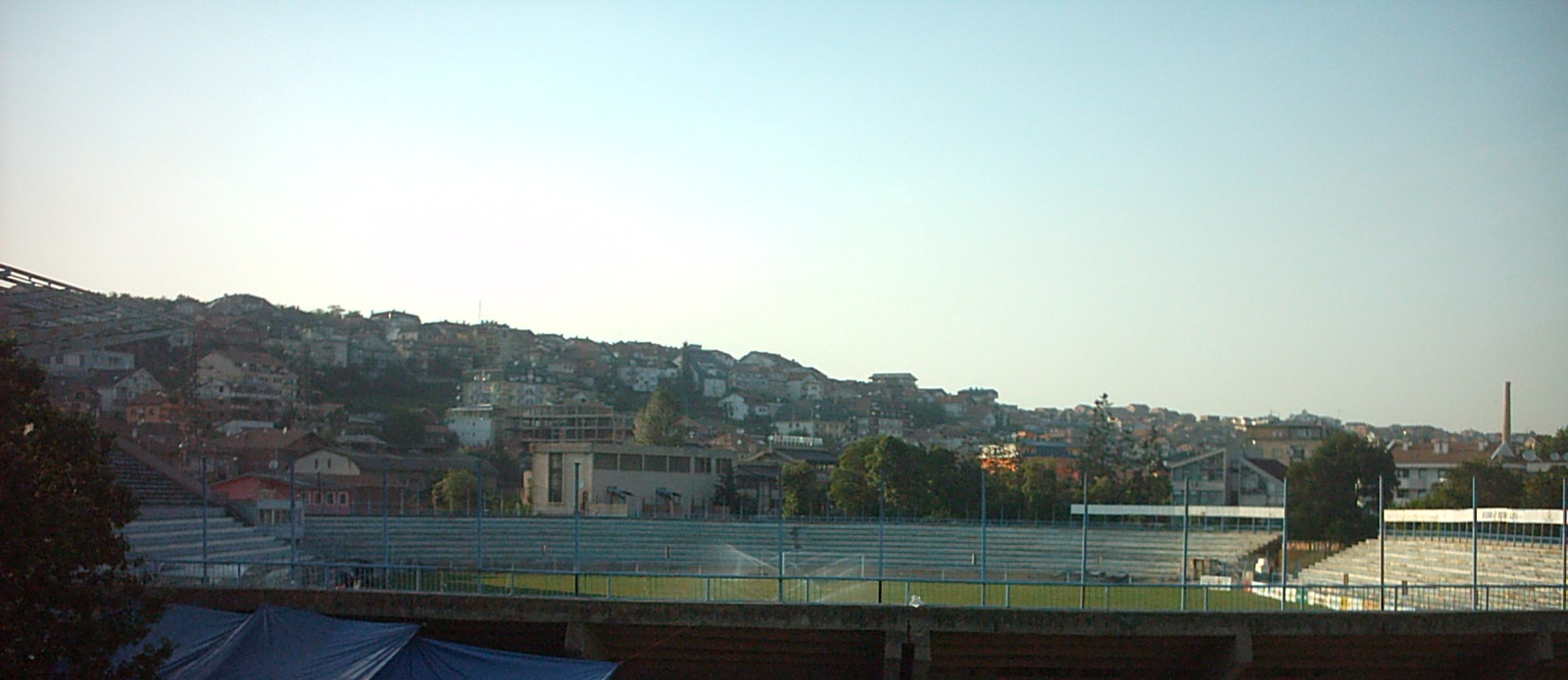
ورزشگاه فوتبال شهر پرشتینه